# 敷生川
敷生川（しきうがわ）は、北海道胆振総合振興局管内を流れ太平洋に注ぐ二級河川。敷生川水系の本流である。

## 地理
北海道胆振総合振興局白老町と伊達市大滝区との境界にある一等三角点のホロホロ山で源を発し、毛敷生川合流点から日本製紙社有の取水堰を経て竹浦地区の太平洋に注ぐ。
流域には日本航空学園白老滑空場、日本製紙白老工場がある。

## 地名由来
アイヌ語でシキ・オ・イ（鬼芽・群生する・所）から出たもの。古くはこの一帯を敷生村と呼んでいたが、語呂が悪いので「竹浦」に改められた。

## 利水および治水
飛生川の合流地点までは大型の連接ブロック護岸で造成されている。
河口から約1.5km上流にある日本製紙工業用水取水堰の水は製紙プラント用の工業用水として利水される。
更に数キロ上流の砕石場付近の勾配区間には20ヶ所前後の帯工・落差工・堰が連なる。

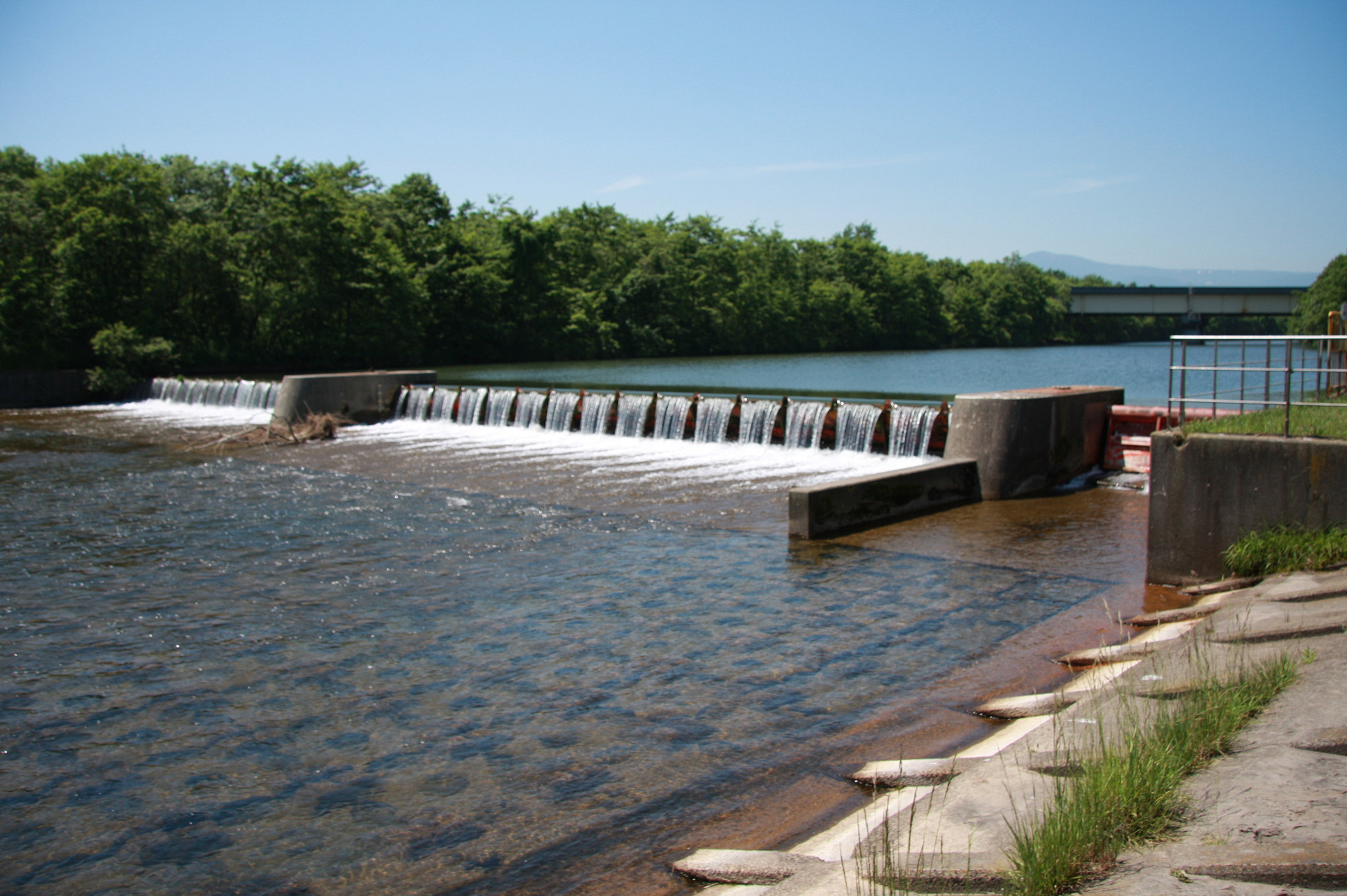
敷生川の取水堰
（日本製紙工業用水取水堰）

## 流域の自治体
北海道
胆振総合振興局白老町

## 支流
括弧内は流域の自治体。
- 白水川（白老町）
- 毛敷生川（白老町）
- 飛生川（白老町）
- メップ川（白老町）

## 主な橋梁
- 敷生川橋 - 道央自動車道
- 敷生橋
- 敷生川橋梁 - JR室蘭本線
- 竹浦橋 - 国道36号